# Bosc-Bordel
Bosc-Bordel é uma comuna francesa na região administrativa da Normandia, no departamento de Sena Marítimo. Estende-se por uma área de 11,79 km². Em 2010 a comuna tinha 461 habitantes (densidade: 39,1 hab./km²).